# Аби-Истада (резерват)
А́би-Иста́да — резерват на юге Афганистана, на Газни-Кандагарском плоскогорье. Площадь около 100 км². Основан в 1977 году. В 1993 году была сделана попытка сделать территорию резервата национальным парком, но предложение не было реализовано из-за напряжённой обстановки в стране.
На территории резервата расположено озеро Аби-Истадайи-Газни, на котором гнездятся и зимуют редкие виды птиц. Для поддержания требуемого уровня воды в летние месяцы создана система регулирования, отвод воды из озера запрещён.
Изначально границы резервата были определены на расстоянии двух километров от берега озера. Сейчас расстояние варьируется от 0,5 км на западе от озера, где активно занимаются земледелием, до 7 км на востоке с обширной прибрежной полосой.
В Афганистане запрещено охотиться на защищённых территориях, для защиты резервата Аби-Истада были назначены 10 охранников, шестеро — из армии или жандармерии, четверо — из местных жителей. В дальнейшем к защите были привлечены специально обученные в Иране охранники дикой природы.